# Figures Sonores (Badings)
Figures Sonores (sonore gestalten) is een compositie voor harmonieorkest (symfonisch blaasorkest) van Henk Badings. Badings kreeg de opdracht voor deze compositie van het Stichtingsbestuur van het Wereld Muziek Concours te Kerkrade. 